# 合田清
合田 清（ごうだ きよし、文久2年5月7日（1862年6月4日） - 昭和13年（1938年）5月6日）は明治中期から昭和初期にかけて活動した木版画家。
パリで学び、板目木版の伝統を培ってきた日本の木版画界に木口木版（西洋木版）の技法を伝えた。白馬会の同人としても当時の美術界に影響を与えた。

## 来歴
1862年（文久2年）江戸・赤坂で、旗本の田嶋鍋吉の次男として生まれた。
兄の田嶋應親は帝国陸軍大佐でフランス語の通辞も務めた人物で、儒学者の合田錦園の長女治子と結婚した。清は錦園の次女舜子と結婚して婿養子として合田姓を名乗り、錦園からは和漢字を習った。
1880年（明治13年）、清は兄の應親が駐仏武官に任命されて渡仏する際に同行。農学の研究のためにパリへ渡るが、同地に留学していた山本芳翠に勧められてサン＝ニコラ工業学校の教授で彫版師のシャルル・バルバンの工房で木口木版の技術を学ぶ。
版画を習う一方、夜間画学校でバーニスから絵画を習い、アルカンボーからはフランス語を学んだ。なお合田は滞仏中の松岡寿、原田直次郎、黒田清輝、五姓田義松、藤雅三らとも親交を結んだ。
バルバンからは湿板写真ネガを用いたエングレービング白線法版木の金属凸版転写法を習得し、1885年5月にはパリのサロンに、画家モンバールが描いた風景画を版画化して出品した。1886年2月にバルバンの工房を卒業したのちは彫刻師のチリャの工房で学んだ。同年5月には帰路につく農夫を描いたルイス・アダン（:fr）の絵画を版画化し『一日の終り』としてパリのサロンに出品し、前回を上回る高い評価を受ける。
1887年4月にチリャの元を離れ、パリの雑誌『ル・モンド・イリュストレ』の日本特別通信員嘱託として同誌の挿絵版画家となる。同年7月に山本芳翠とともに帰国する。
合田は秀英舎の佐久間貞一の援助のもと、山本芳翠との協働で文部省教科書の仕事をする。翌年には山本と共同で、桜田本郷町に「生巧館」という二階建ての木口木版工房を開設。一階を生巧館木版部、二階を生巧館画学校として二人で後進の指導に当たった。山本が主宰した二階の画学校はのちの白馬会の前身となる。
当時の日本には木口木版の技術はまだなく、合田は技術資材の開拓に非常に苦労を重ねたといわれる。写真や絵画を複製して活字と組み合わせて印刷できるこの技法は当時の日本に好意的に迎えられ、写真製版の技術が整うまで新聞や教科書などの多くに彼らの名を残した。合田は当時の日本橋金港堂、博文館の挿絵や、東京朝日新聞、東京日日新聞等の付録版画を彫っている。
合田の代表作として、1888年（明治21年）7月10日創刊の東京朝日新聞第一号付録『貴顕之肖像』（明治天皇の肖像）や、7月15日に発生した磐梯山噴火の際、朝日新聞社の特派をしていた芳翠の写生画を版画化した、同年8月1日付の朝日新聞付録版画『磐梯山噴火真図』などが知られる。これは山本が大判の木版台木を持って現地に急行し、持ち帰ったスケッチをもとに合田が二日と一晩で彫り上げたものである。他にも、日光その他の風景画などに優れた作品がある。

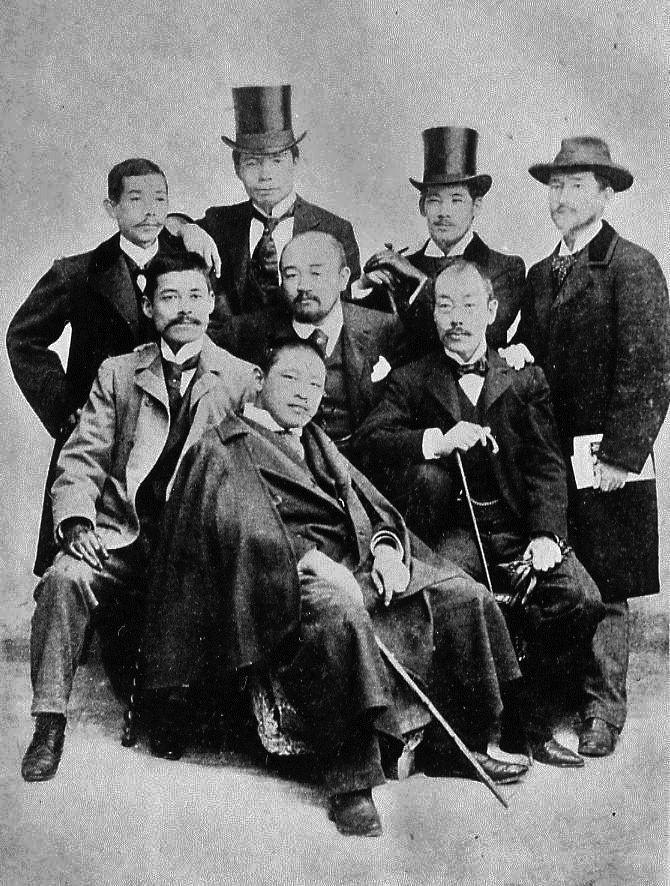
白馬会同人 前列：岩村透; 中列：久米桂一郎（左）黒田清輝（中）合田清（右）; 後列：佐野昭（左）和田英作 岡田三郎助 小代為重（右）
(1900年)

1893年に黒田清輝、久米桂一郎らが帰国すると、二人は生巧館を黒田らに譲り、洋画研究所「天真道場」を開設し、自身は麹町の黒田清輝邸の近隣に居を構えた。以後、黒田と親しく交流し、黒田が日清戦争の従軍画家として描いた作品を版画化して『ル・モンド・イリュストレ』に寄稿した。
1896年には黒田の薦めで東京美術学校の教授に就任し、西洋画科でフランス語を教えた。1899年8月には同校の臨時博覧会鑑査員に就任し、12月に同校の教授職を退官する。同じころ、生巧館にて絵画の研究所「白馬会」を開設。岸田劉生、清宮彬、岡本帰一、菊地武嗣らがここで学んでいる。
1900年2月にはパリ万国博覧会出品連合協会委員として渡欧、自身も博覧会に出展する。翌年に帰国すると再び東京美術学校でフランス語を教えた。1903年には第5回内国勧業博覧会の審査員を務める。
版画作家としても、1905年に版木に下絵として湿版写真ネガを貼り込む方法を考案し、伊上凡骨が実作した。これにより、複製版画の製作に従来のような手間がかからなくなり、数十枚単位で作ることが可能になった。
合田清は1938年5月6日に75歳で死去した。墓所は多磨霊園。清の息子の合田弘一（1895-1963）はランの研究家として国際園芸会長も務めた。

## 作品

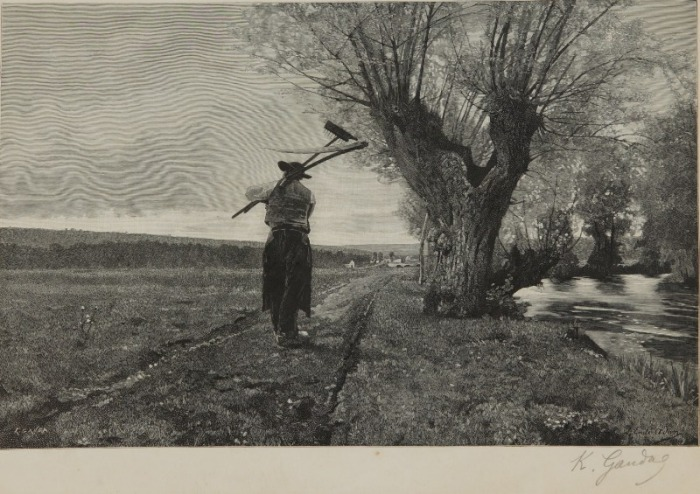
『一日の終り』 (1886年、木口木版）
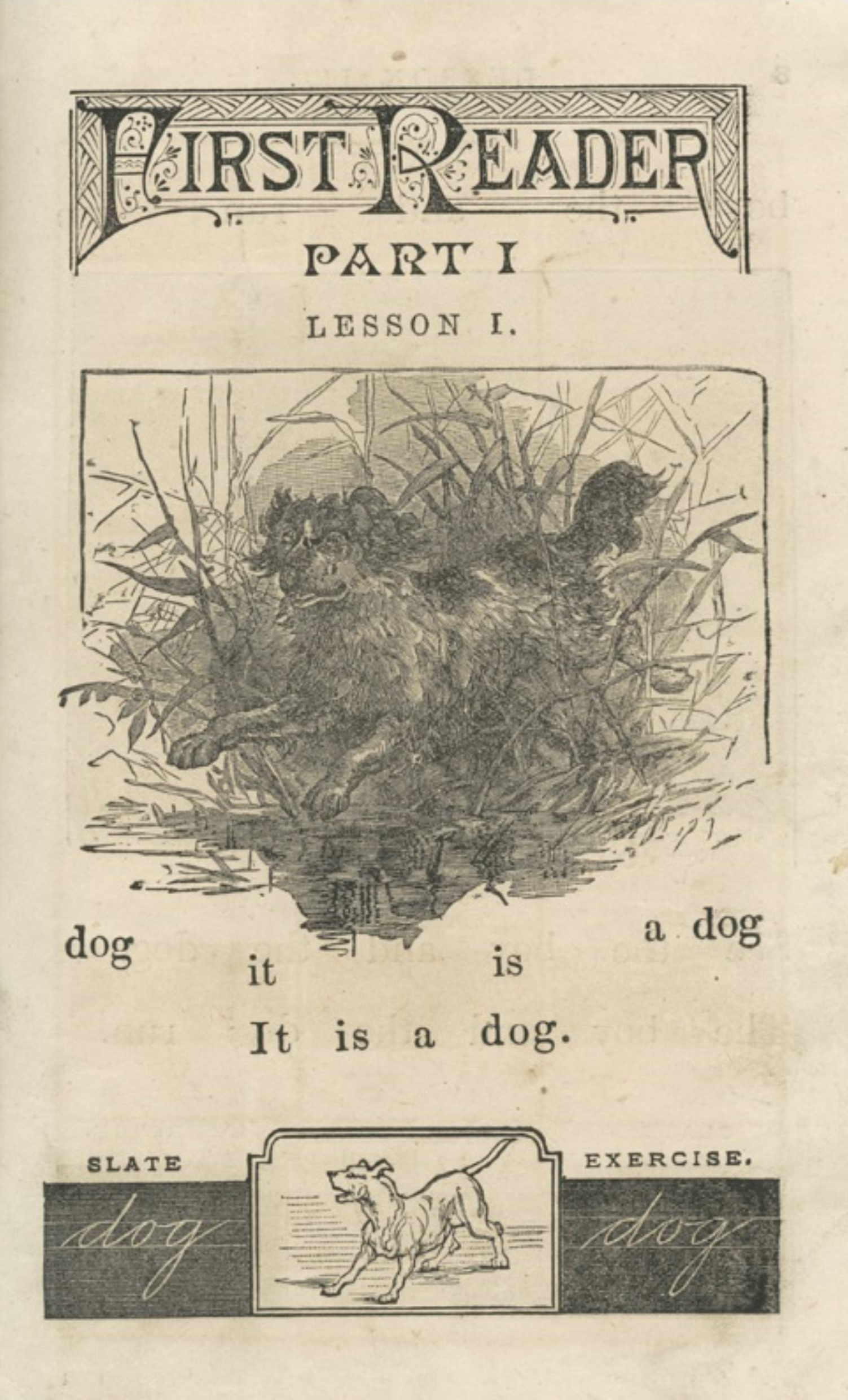
『New National Readers』 （版画教本、1886年）
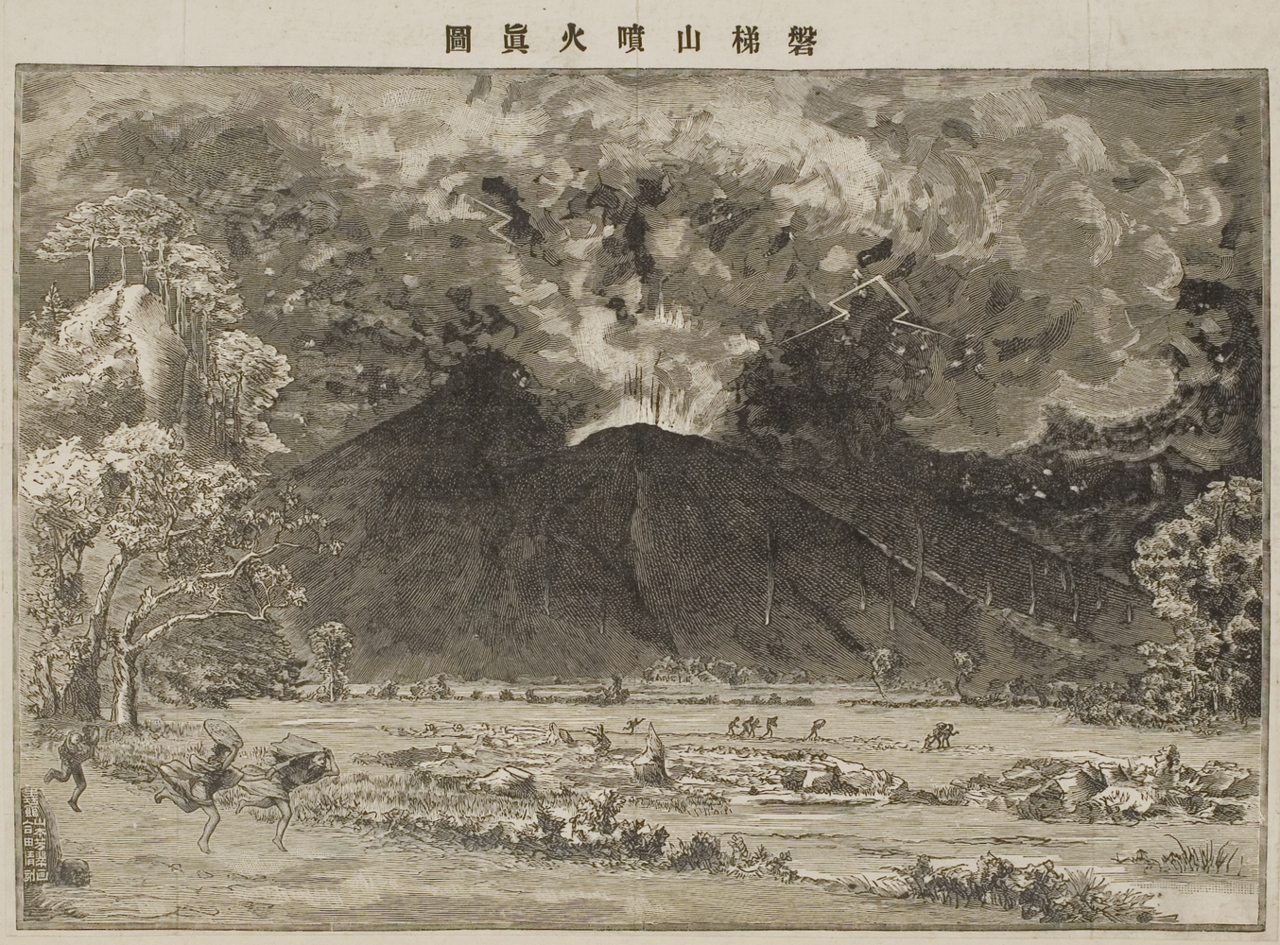
『磐梯山噴火真図』(1888年、木口木版）
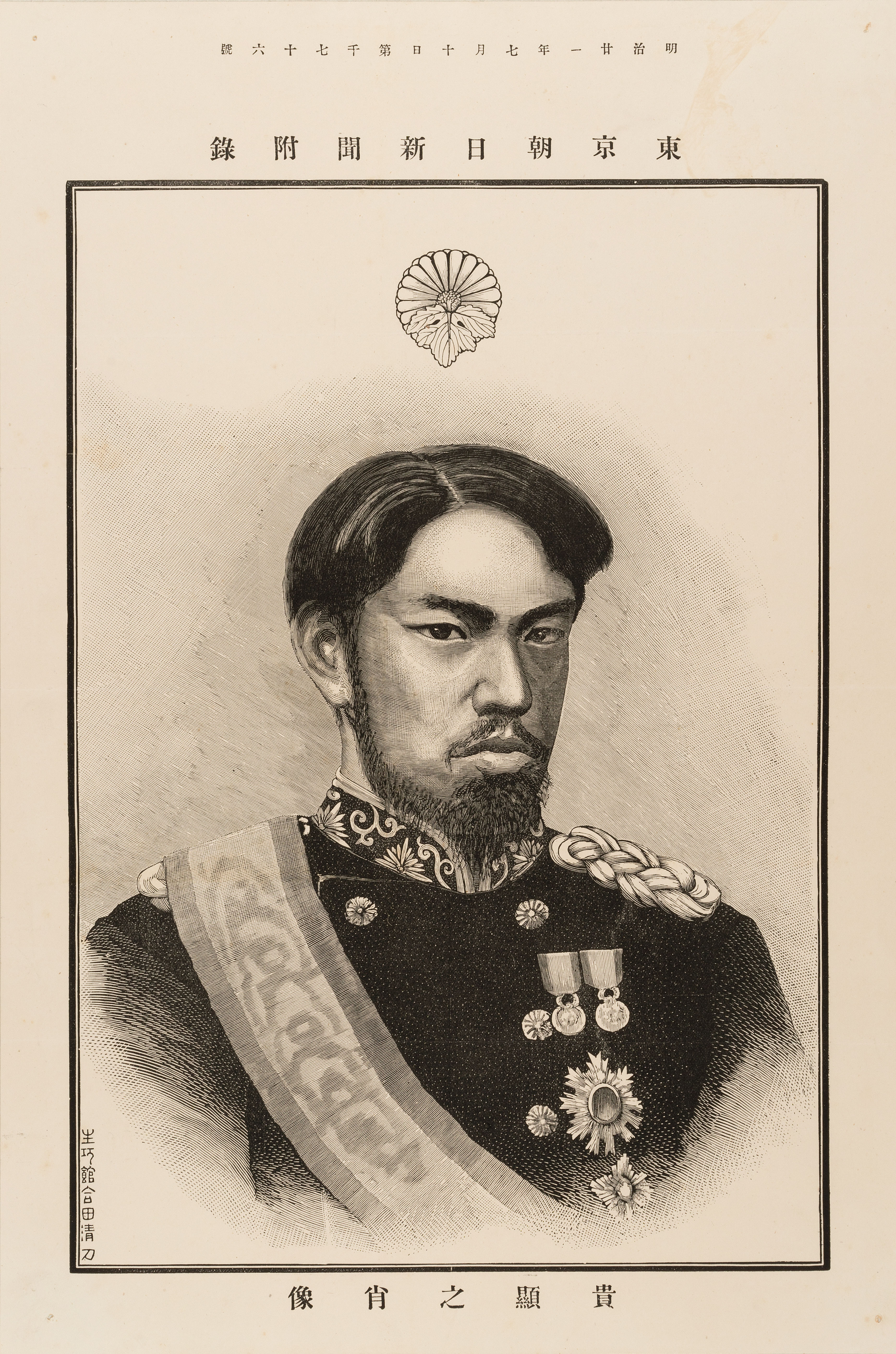
『貴顕之肖像』 （1888年、木口木版）
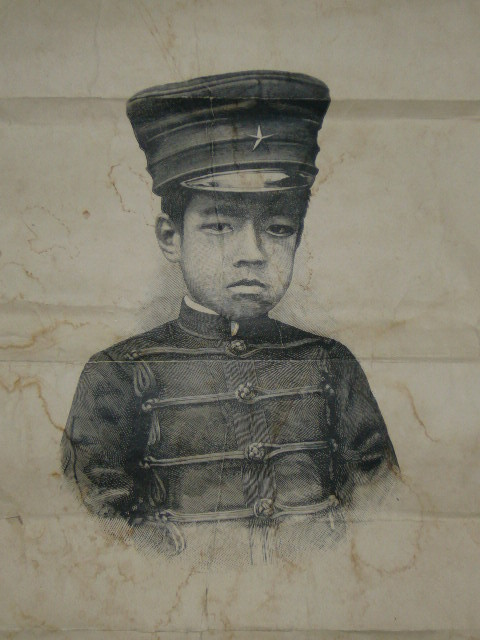
『大正天皇』 （1900年、銅版画）

## 著書
- 『New National Readers』
- 『西洋木版昔話』(アトリエ社版)